# ヤン・クルシェフスキ
ヤン・クルシェフスキ（Jan Kruszewski；1888年6月18日 - 1977年3月28日）は、ポーランドの軍人である。准将。
チェハヌフ近郊のアレクサンドルフ出身。ヤギェウォ大学とジュネーブ大学で学ぶ。第一次世界大戦勃発と共に、1914年8月3日、オーストリア・ハンガリー軍のポーランド軍団に入隊。クリモントヴァ近郊の戦いで重傷を負う。1917年2月から軍団第1旅団の将校学校を指導。1917年7月の軍団解散後、ベンヤミノフに抑留。
1918年11月からポーランド軍。1919年1月～3月、ワルシャワの「ヤブウォンナ」隊（2個大隊）を指揮。ポーランド・ソビエト戦争に従軍し、大隊、第1歩兵連隊を指揮。1926年から第1旅団長。1926年10月から第1歩兵師団長。1928年3月からヴィリノの第1歩兵師団長。1930年10月、国境警備団長に任命。1939年8月1日から「プルスィ」軍監察官。9月1日のドイツ軍のポーランド侵攻後、プルスィ軍の編成下において、彼の指揮下に作戦群が編成された。ヴィスワとトマシュフ郊外の戦いに参加したが包囲され、9月27日に降伏した。
1945年、米英軍により解放され、フランスに移民。フランスのラリで死去。